# Lot 52 (Île-du-Prince-Édouard)
Lot 52 est un canton dans le comté de Kings, Île-du-Prince-Édouard, Canada. Il fait partie de la Paroisse St. George.

## Population
- 890 (recensement de 2001)[1]
- 823 (recensement de 2006)[1]
- 798 (recensement de 2011)[2]

## Communautés
Incorporé :
- Brudenell
- Lorne Valley
- Montague

Non-incorporé :
- Head of Cardigan
- Leards Mill
- New Perth
- Peakes Road
- Riverton
- Roseneath